# Sonda de canal
La sonda de canal és una tècnica que avalua un entorn de ràdio per a la comunicació sense fils, especialment els sistemes MIMO. A causa de l'efecte del terreny i dels obstacles, els senyals sense fils es propaguen en múltiples camins (l'efecte multipath). Per minimitzar o utilitzar l'efecte de camins múltiples, els enginyers utilitzen el so del canal per processar el senyal espacial-temporal multidimensional i estimar les característiques del canal. Això ajuda a simular i dissenyar sistemes sense fil.

## Motivació i aplicacions
El rendiment de les comunicacions de ràdio mòbil es veu afectat significativament per l'entorn de propagació de ràdio. El bloqueig per edificis i obstacles naturals crea múltiples camins entre l'emissor i el receptor, amb diferents variacions de temps, fases i atenuacions. En un sistema d'entrada i sortida única (SISO), múltiples camins de propagació poden crear problemes per a l'optimització del senyal. Tanmateix, basat en el desenvolupament de sistemes d'entrada i sortida múltiple (MIMO), pot millorar la capacitat del canal i millorar la QoS. Per avaluar l'eficàcia d'aquests sistemes d'antenes múltiples, es necessita una mesura de l'entorn de ràdio. El sondeig del canal és una tècnica que pot estimar les característiques del canal per a la simulació i disseny de matrius d'antenes.

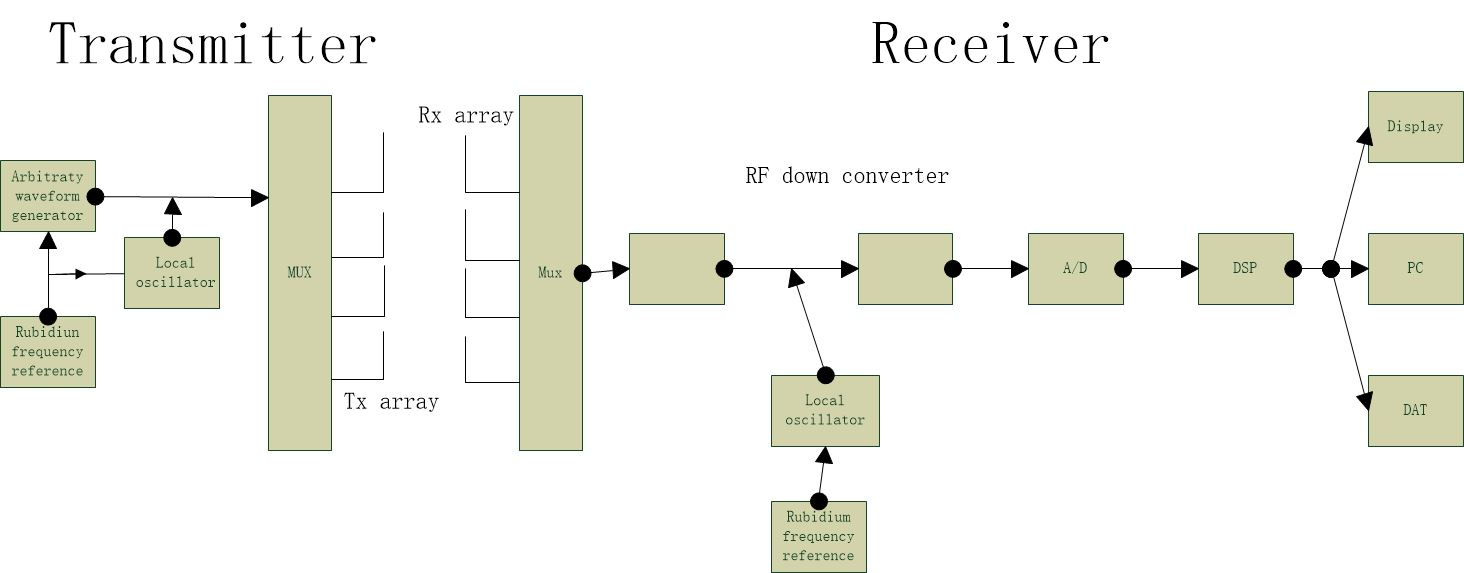
Sonda MIMO

## Declaració del problema i conceptes bàsics
En un sistema multicamí, el canal sense fil depèn de la freqüència, del temps i de la posició. Per tant, els paràmetres següents descriuen el canal:
En un sistema multicamí, el canal sense fil depèn de la freqüència, del temps i de la posició. Per tant, els paràmetres següents descriuen el canal:
- Direcció de sortida (DOD)
- Direcció d'arribada (DOA)
- Retard de temps
- Desplaçament Doppler
- Matriu de pes de recorregut polarimètric complex

Per caracteritzar el camí de propagació entre cada element transmissor i cada element receptor, els enginyers transmeten un senyal de prova multiton de banda ampla. La seqüència de prova periòdica contínua del transmissor arriba al receptor i es correlaciona amb la seqüència original. Aquesta funció d'autocorrelació semblant a un impuls s'anomena resposta a l'impuls del canal (CIR). En obtenir la funció de transferència de CIR, podem fer una estimació de l'entorn del canal i millorar-ne el rendiment.

## Descripció dels enfocaments existents

### Sirena de canal vectorial MIMO
Basat en múltiples antenes tant als transmissors com als receptors, una sonda de canal vectorial MIMO pot recollir eficaçment la direcció de propagació als dos extrems de la connexió i millorar significativament la resolució dels paràmetres de múltiples camins.

### ModelK–Dde propagació de les ones

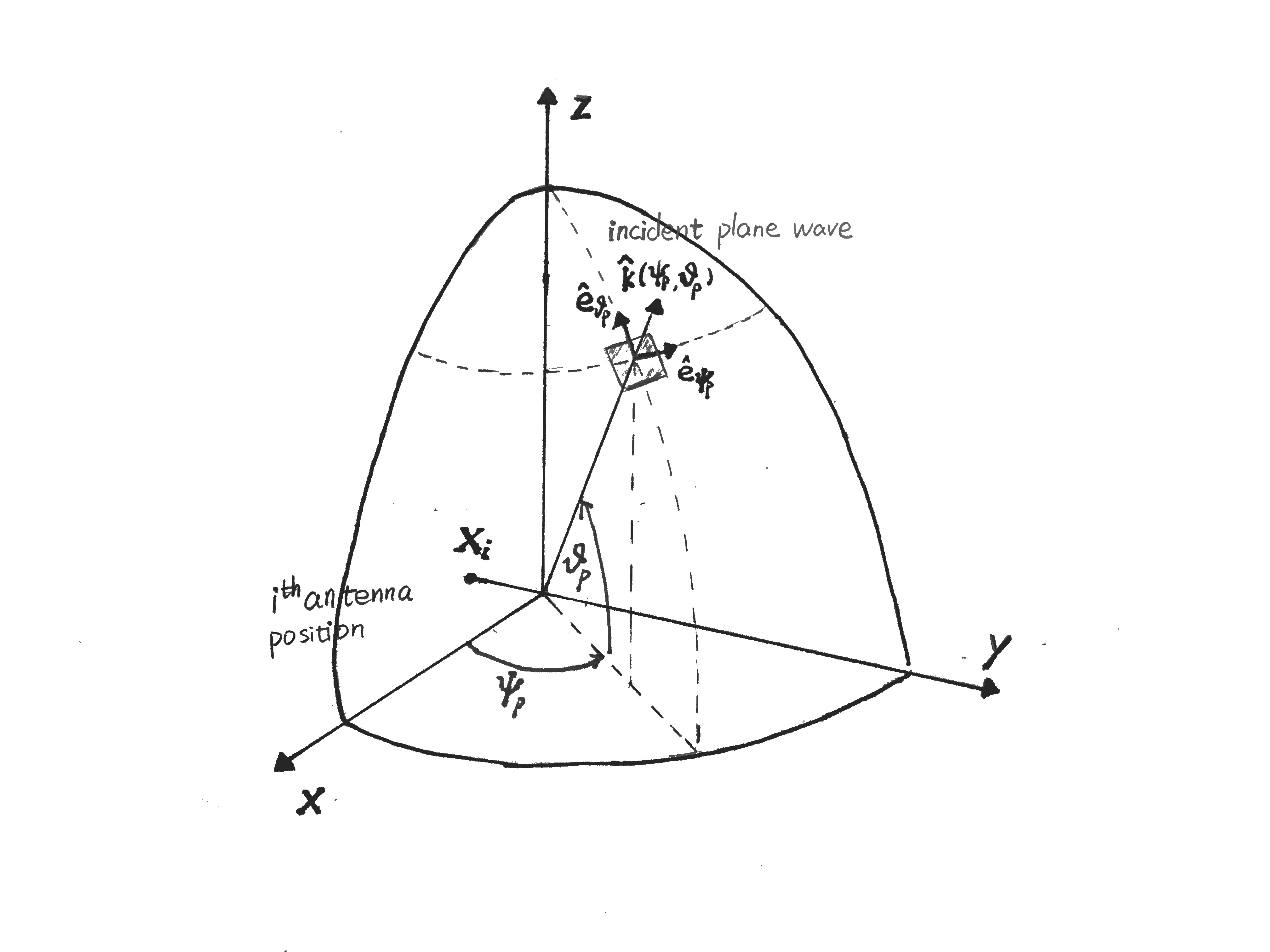
Model d'ona plana

Els enginyers modelen la propagació de les ones com una suma finita d'ones discretes i localment planes en lloc d'un model de traçat de raigs. Això redueix la computació i redueix els requisits per al coneixement d'òptica. Les ones es consideren planes entre els emissors i els receptors. Altres dos supòsits importants són:
- L'amplada de banda relativa és prou petita perquè el retard de temps es pugui transformar simplement en un canvi de fase entre les antenes.
- L'obertura de la matriu és prou petita perquè no hi hagi variacions de magnitud observables.

A partir d'aquests supòsits, el model de senyal bàsic es descriu com:
{\displaystyle h(\alpha ,\tau ,\psi _{R},\upsilon _{R},\psi _{T},\upsilon _{T})=\sum _{p=1}^{P}\gamma _{p}\delta (\alpha -\alpha _{p})\delta (\tau -\tau _{p})\cdot \delta (\psi _{R}-\psi _{R_{p}})\delta (\upsilon _{R}-\upsilon _{R_{p}})\cdot \delta (\psi _{T}-\psi _{T_{p}})\delta (\upsilon _{T}-\upsilon _{T_{p}})}
on {\displaystyle \tau _{p}} és la TDOA (diferència horària d'arribada) del front d'ona {\displaystyle p}. {\displaystyle \psi _{R_{p}},\upsilon _{R_{p}}} són DOA al receptor i {\displaystyle \psi _{T_{p}},\upsilon _{T_{p}}} són DOD al transmissor, {\displaystyle \alpha _{p}} és el desplaçament Doppler.

### Sonda del canal MIMO de banda ultraampla en temps real
Un ample de banda més gran per a la mesura del canal és un objectiu per als futurs dispositius de so. La nova sonda de canal UWB en temps real pot mesurar el canal en un ample de banda més gran des de gairebé zero fins a 5 GHz. El so del canal UWB MIMO en temps real millora enormement la precisió de la localització i la detecció, cosa que facilita el seguiment amb precisió dels dispositius mòbils.